# Расколотое небо (фильм, 1979)
«Раско́лотое не́бо» — советский военный многосерийный телефильм, снятый киностудией имени А. Довженко в 1979 году по одноимённому роману Анатолия Галиева.

## Сюжет
1918 год. Несколько русских, изучавших во Франции лётное дело, возвращаются на родину и вступают в отряд белогвардейцев, но вскоре двое из них переходят на сторону красных и воюют за них.

## Съёмочная группа
- режиссёр — Анатолий Иванов
- сценарий — Евгений Митько
- оператор — Михаил Чёрный
- художники - Александр Вдовиченко, Евгений Стрилецкий
- композитор — Владимир Быстряков
- тексты песен -  Булат Окуджава, Александр Вратарев
- песни в исполнении  - Владимира Удовиченко
- вторые режиссёры - В. Комиссаренко, Н. Есипенко
- вторые операторы - Л. Кравченко, Ю. Тимощук, В. Пономарёв
- звукооператор - Г. Салов
- монтаж - А. Голубенко
- костюмы - Н. Коваленко
- грим - Л. Пилецкая
- ассистенты режиссёра - Н. Коган, В. Ткачев
- ассистенты оператора - В. Шкурко, В. Мячин
- ассистент художника - В. Шульженко
- ассистент звукооператора - Н. Домбругова
- макеты самолётов - Е. Очеретяный
- мастер-светотехник - С. Нечаев
- пиротехник - И. Шкидченко
- художник комбинированных съёмок - В. Кашин
- оператор комбинированных съёмок  - В. Симоненко
- административная группа - Н. Сердюк, Н. Турчина, А. Коханский, С. Гаценко
- главный консультант - генерал-лейтенант авиации А. Коротченко
- консультант - лейтенант авиации Н. Титовский

### Актёры
- Юрий Тышлер[1] — Гришка
- Аристарх Ливанов — Даниил Щепкин[1][2]
- Сергей Никоненко[1][3] — Леонид Свентицкий
- Антонина Лефтий[1] — Мария
- Эрнст Романов — Виктор Николаевич Черкизов, подполковник, командир авиаотряда[1]
- Юрий Мочалов[1] — барон Тубеншляк
- Дмитрий Миргородский — Мариупольский
- Алла Сигалова[1][4] — Катя
- Баадур Цуладзе[1][5]
- Афанасий Тришкин
- Юрий Рудченко
- Фёдор Панасенко
- Вадим Ильенко — Васильев, заместитель командира авиаотряда (озвучил актёр Павел Морозенко)
- А. Вовченко — Земский
- Юрий Дубровин[1] — Туманов, командир красного авиаотряда
- Абессалом Лория[1]
- Виктор Мирошниченко[1]
- Николай Олейник
- Ляля Чёрная
- Екатерина Воронина
- В. Белый — Генри Лоуфорд
- Виктор Демерташ
- Леонид Яновский
- Иван Матвеев
- Юрий Смирнов
- Александр Заднепровский
- Юрий Назаров[1]
- А. Григорян
- А. Пожидаев
- М. Яковчук
- А. Козлов — механик
- Сергей Нечаев
- В. Ильницкий
- Сергей Шварцзойд
- Владимир Шныпарь
- Евгений Галушко
- В. Дубовой
- Олег Горбаченко
- Л. Дмитриченко
- А. Новиков
- Виктор Шкурин
- Владимир Волков
- Александр Денисов
- Сергей Шеметило
- Наталия Гебдовская
- Валентин Дуклер
- Галина Мочалова

## Цитаты
- — Если эта этажерка продержится в воздухе полчаса, с меня дюжина шампанского!

— А если вдвое дольше?
—Тогда две дюжины!
- — Кесь ке сэ, кеське сэ, комар муху укусэ, муха лапой потрясэ, парле ву франсэ?

- —Теперь, ребятки, будут у вас обеды в лучшем парижском ресторане «Максим».

— «Максим»? Это ж надо — именем пулемёта ресторан назвали!

## Отличия фильма от романа
- В фильме механик Глазунов умирает ещё до появления Щепкина и Свентицкого у красных. Иногда он эпизодически появляется в воспоминаниях Щепкина, который приходит на его могилу. В книге Глазунов комиссар авиаотряда и остается жив.
- В фильме Свентицкого убивают уголовники, нанятые белогвардейцами. В книге уголовники нападают на Щепкина, но тому удается спастись, хотя и получив тяжёлое ранение. И Щепкин, и Свентицкий остаются живы.
- В фильме подруга Щепкина Мария — подпольщица, погибшая в белогвардейской контрразведке. В книге Мария — дочь рыбака, работающая на судоремонтном заводе. Именно она спасает Щепкина при нападении уголовников, позвав красноармейский патруль. В дальнейшем Щепкин и Мария женятся.